# Make Believe
Make Believe és el cinquè àlbum d'estudi de la banda estatunidenca Weezer. Es publicà el 10 de maig de 2005 coincidint amb l'onzè aniversari del llançament del seu primer treball. Tot i rebre algunes crítiques negatives, comercialment va esdevenir en un dels seus àlbums més reeixits i va aconseguir la posició en llista més elevada. L'èxit es deu especialment al seu primer senzill "Beverly Hills", cançó amb la qual van aconseguir la seva primera nominació a la millor cançó de rock als premis Grammy.

## Informació
Durant els anys 2002 i 2003, la banda va penjar una trentena de demos a la seva pàgina web amb la intenció de començar a preparar el seu cinquè àlbum. Els fans del grup van anomenar aquest grup de cançons amb els noms de "The A5 Demos" o "Album 4.5". Durant aquest període, Rivers Cuomo va descobrir diverses tècniques de meditació que van influenciar en el material que va compondre pel nou àlbum, on les lletres són molt més personals. De fet, el títol de l'àlbum se li va ocórrer mentre meditava.
El disseny del llibret fou dissenyat per Francesca Restrepo amb fotografies de Karl Koch i Sean Murphy. La portada de l'àlbum és similar a la dels àlbums The Blue Album i The Green Album, on apareixen tots els membres del grup (Patrick Wilson, Rivers Cuomo, Scott Shriner i Brian Bell) drets mirant al front, però en aquesta ocasió, el fons és negre amb il·lustracions de Carson Ellis. En l'interior del llibret hi ha un monòleg de La tempesta escrita per William Shakespeare. La cita pertany a l'acte 5, escena 1 de l'obra, on Pròsper abandona la seva màgia:
| « | This rough magic I here abjure, and, when I have required some heavenly music, which even now I do, To work mine end upon their senses that This airy charm is for, I'll break my staff, Bury it certain fathoms in the earth, And deeper than did ever plummet sound I'll drown my book. | » |

La recepció per part dels mitjans especialitzats fou força bona inicialment, ja que es destacaven les lletres i la música, però mesos després, alguns mitjans van baixar la seva valoració. A finals del 2007, s'havien venut 1.215.000 unitats de l'àlbum només als Estats Units, i va aconseguir arribar a la segona posició de la llista estatunidenca, la seva posició més alta fins al moment. Els senzills "Beverly Hills" i "Perfect Situation" van situar-se en la primera posició de les llistes de rock modern de la Billboard.

## Llista de cançons
Totes les cançons foren escrites i compostes per Rivers Cuomo. 
| Núm.          | Títol                      | Durada |
| ------------- | -------------------------- | ------ |
| 1.            | «Beverly Hills»            | 3:16   |
| 2.            | «Perfect Situation»        | 4:15   |
| 3.            | «This Is Such a Pity»      | 3:24   |
| 4.            | «Hold Me»                  | 4:22   |
| 5.            | «Peace»                    | 3:53   |
| 6.            | «We Are All on Drugs»      | 3:35   |
| 7.            | «The Damage in Your Heart» | 4:02   |
| 8.            | «Pardon Me»                | 4:15   |
| 9.            | «My Best Friend»           | 2:47   |
| 10.           | «The Other Way»            | 3:16   |
| 11.           | «Freak Me Out»             | 3:26   |
| 12.           | «Haunt You Every Day»      | 4:37   |
| Durada total: | Durada total:              | 45:09  |

Les versions de l'àlbum del Regne Unit i del Japó incorporaven dues cançons de bonificació, les versions en directe de "Butterfly" i "Island in the Sun", les versions originals de les quals apareixien originalment en els àlbums Pinkerton i The Green Album respectivament. La versió japonesa també incloïa la versió en directe de "Burndt Jamb" de Maladroit.

## Posicions en llista
| Llista        | Posició |
| ------------- | ------- |
| Billboard 200 | 2       |
| Noruega       | 7       |
| UK Top 40     | 11      |
| Finlàndia     | 13      |
| Suècia        | 15      |
| Austràlia     | 19      |
| Nova Zelanda  | 20      |
| França        | 45      |
| Països Baixos | 82      |
| Espanya       | 86      |

## Personal
- Rivers Cuomo – cantant, guitarra, teclats
- Brian Bell – guitarra, veus addicionals, teclats, sintetitzadors
- Scott Shriner – baix, veus addicionals
- Patrick Wilson – bateria
- Rick Rubin – productor